# Маккласки, Джемма
Дже́мма Ро́уз В. Маккла́ски (англ. Gemma Rose V. McCluskie; 5 февраля 1983 — 1 марта 2012) — английская актриса.

## Карьера
Маккласки была наиболее известна ролью Керри Скиннер из мыльной оперы «EastEnders», в которой она снималась в 2000—2001 года. Её дебютом в кино была роль Дженис из телесериала «No Sweat» в 1997 году.

## Исчезновение
Маккласки пропала без вести 1 марта 2012 года после ухода из своего дома в Восточном Лондоне. Изначально считалось, что последним человеком, который её видел, был её брат, который виделся с ней у неё дома во второй половине дня, но позже расследование раскрыло, что её видели в шашлычном магазине около 20 часов.

### Поиски
Коллеги Маккласки по «EastEnders», актрисы Мартин МакКатчен, Брук Кинселла и Натали Кэссиди, активно привлекали общественность к вопросу о пропаже Джеммы в надежде получить информацию о её местонахождении.
Кузины Маккласки, Кайри Маккласки и Никки Тсиндайдз, собрали отряд из 100 человек, которые помогали в поисках Джеммы на востоке и юге Лондона.
6 марта расчленённое тело женщины (туловище) было извлечено из Риджентс-канала, а 3 днями позже полиция сообщила, что тело идентифицировано, как тело Маккласки. Через две недели были обнаружены руки и ноги. Голову нашли в том же канале полгода спустя, 9 сентября. Через два дня полиция подтвердила, что голова принадлежит Джемме.
Похороны актрисы состоялись 30 ноября 2012 года в церкви Св. Моники на площади Хокстон (Hoxton Square) в Ист-Энде.

## Суд
В убийстве Джеммы подозревался её 35-летний брат Тони. 10 марта ему было выдвинуто обвинение. Предварительное слушание дела было назначено на 26 марта в Олд-Бейли. Тони не признал своей вины и был заключён под стражу. Позднее, 28 сентября, брат признался в непреднамеренном убийстве сестры. Между Джеммой и Тони, страдающим от наркозависимости, возникла ссора, в ходе которой Тони нанёс сестре несколько ударов по голове. Травмы оказались смертельными. После этого мужчина расчленил тело и выбросил его в канал. Сам он утверждает, что совершил преступление в состоянии аффекта. 14 января 2013 года в Олд-Бейли начался новый судебный процесс, с учётом признания подозреваемого. 30 января 2013 года Тони МакКласки был признан виновным в убийстве сестры и был осужден на пожизненно с возможностью обжаловать приговор не раньше, чем через 20 лет.

## Фильмография
| Год       |   | Русское название | Оригинальное название | Роль                          |
| --------- | - | ---------------- | --------------------- | ----------------------------- |
| 1997      | с |                  | No Sweat              | Дженис / Janis                |
| 2000—2001 | с |                  | EastEnders            | Кэрри Скиннер / Kerry Skinner |